# Maja Nilsson
Maja Helena Nilsson (* 8. Dezember 1999 in Motala) ist eine schwedische Leichtathletin, die sich auf den Hochsprung spezialisiert hat.

## Sportliche Laufbahn
Erste internationale Erfahrungen sammelte Maja Nilsson beim Europäischen Olympischen Jugendfestival (EYOF) 2015 in Tiflis, bei dem sie mit übersprungenen 1,80 m die Silbermedaille im Hochsprung gewann. Im Jahr darauf siegte sie dann bei den erstmals ausgetragenen Jugendeuropameisterschaften ebendort mit übersprungenen 1,82 m. 2017 gewann sie bei den U20-Europameisterschaften in Grosseto mit 1,85 m die Bronzemedaille und im Jahr darauf belegte sie bei den U20-Weltmeisterschaften in Tampere mit 1,87 m den siebten Platz, wie auch bei den Leichtathletik-U23-Europameisterschaften 2019 in Gävle mit übersprungenen 1,85 m. 2021 schied sie dann bei den Halleneuropameisterschaften in Toruń mit 1,87 m in der Qualifikation aus. Anfang Juni siegte sie mit 1,90 m beim Göteborg Friidrott GP und anschließend mit 1,91 m bei den Kuortane Games, ehe sie bei den U23-Europameisterschaften in Tallinn mit 1,89 m die Silbermedaille hinter der Ukrainerin Jaroslawa Mahutschich gewann. Daraufhin nahm sie an den Olympischen Sommerspielen in Tokio teil und belegte dort mit 1,84 m im Finale den 13. Platz.
2022 schied sie bei den Weltmeisterschaften in Eugene mit 1,90 m in der Qualifikationsrunde aus und siegte dann mit 1,87 m beim Göteborg Friidrott GP, ehe sie bei den Europameisterschaften in München mit 1,83 m den Finaleinzug verpasste. Im Jahr darauf bestritt sie nur einen Wettkampf, ehe sie 2024 bei den Europameisterschaften in Rom mit 1,86 m auf Rang zwölf gelangte.
2022 wurde Nilsson schwedische Meisterin im Hochsprung im Freien sowie 2021 und 2022 in der Halle.